# Jacques Frémeaux
Pour les articles homonymes, voir Frémaux.
Jacques Frémeaux, né le 9 mars 1949 à Alger (Algérie), est un historien français. Il est professeur honoraire (Paris-IV Sorbonne) en histoire contemporaine, spécialiste de l'histoire coloniale.

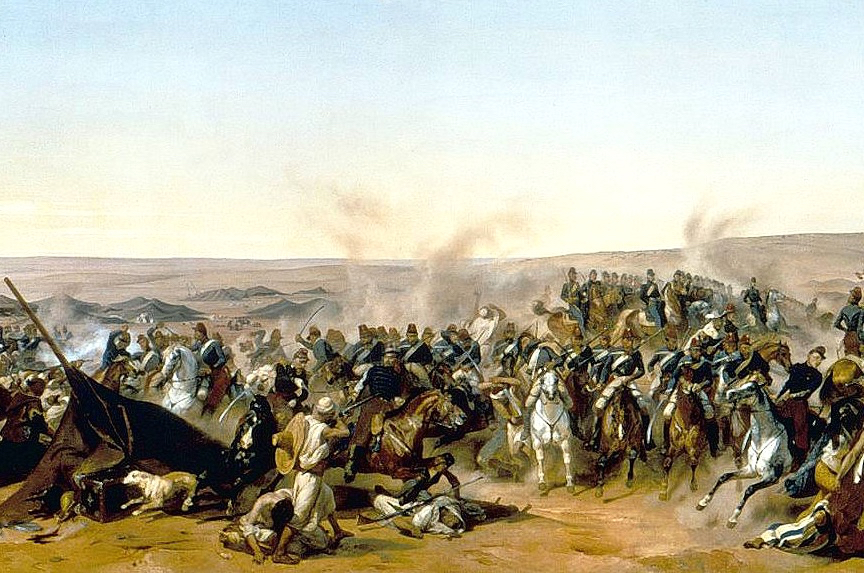
Prise de la smala d'Abd el-Kader, 16 mai 1843, Horace Vernet.

## Biographie

### Origine
Né en Algérie d'une famille dont les plus anciens éléments étaient arrivés vers 1850, Jacques Frémeaux a quitté ce pays en 1962, à l'âge de treize ans. Après avoir fréquenté le lycée d'Alger, il a été élève de la classe de khâgne du lycée du Parc à Lyon puis a été admis à l'École normale supérieure à Paris en 1970.

### Formation et carrière

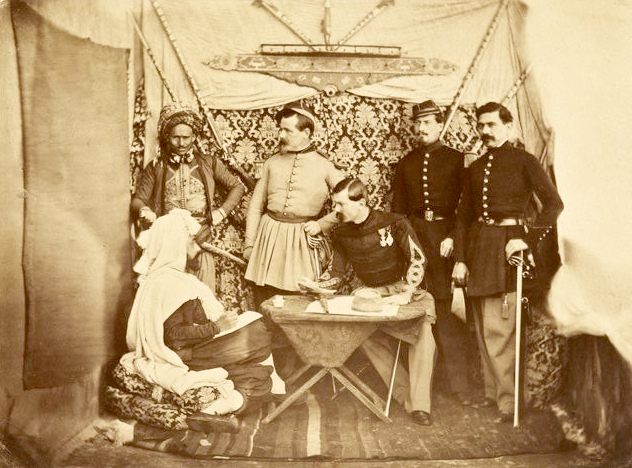
Bureau arabe de Bône (Algérie), 1856-1857.

Il obtient une licence de lettres classiques en 1971. En 1972, il soutient un mémoire de maîtrise sous la direction de Jean Ganiage : La conquête de l'Algérie et les débuts de la politique indigène, septembre 1845-juin 1847, à l'université Paris-IV-Sorbonne.
Puis il est reçu à l'agrégation d'histoire en 1973. En 1977, après des recherches aux archives d'outre mer à Aix-en-Provence, il soutient une thèse de 3e cycle sur Les bureaux arabes dans la province d'Alger (1844-1856), à l'université de Toulouse-II-Le Mirail,, sous la direction de Xavier Yacono.
De 1976 à 1979, il est professeur au lycée technique d'Aulnay-sous-Bois, puis pensionnaire de la Fondation Thiers de 1979 à 1981. De 1981 à 1988, il est maître de conférences à l'université de Montpellier.
Enfin, en 1987, il soutient sa thèse de doctorat d'État, sous la direction d'André Martel, à l'université de Montpellier-III. Elle a pour titre : L'administration militaire française en Afrique noire et blanche, 1830-1930, l'«Afrique blanche» désignant le Maghreb. En 1988, il est nommé professeur  à l'université de Nice, puis en 1994 il accède à la Sorbonne.

### Activités universitaires

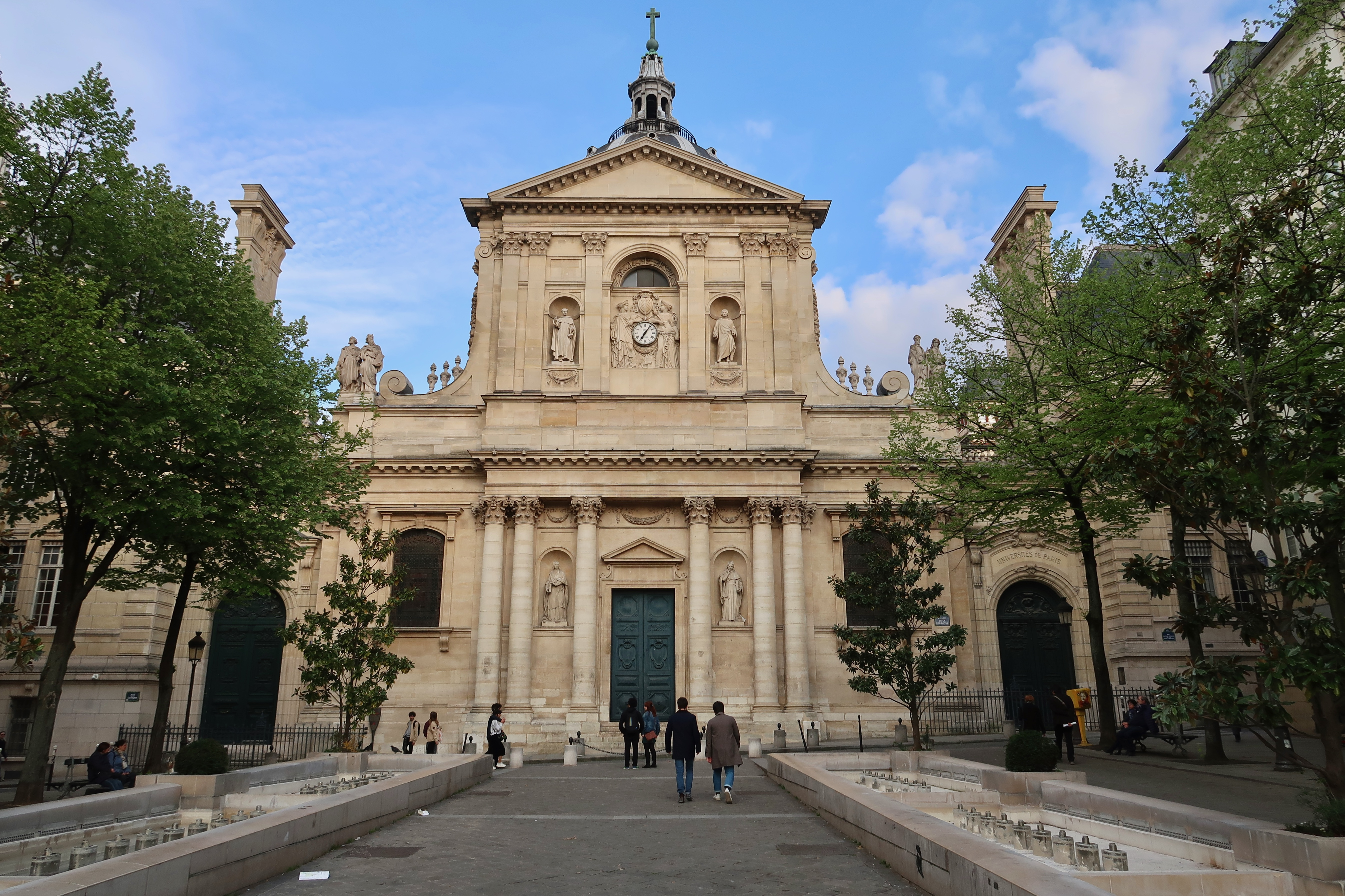
La Sorbonne.

Jacques Frémeaux assume plusieurs responsabilités universitaires ou liées à divers organismes de recherche sur l'histoire coloniale. Ainsi, il est : membre de l'Académie des sciences d'Outre-Mer ; membre du Comité de rédaction de la Revue historique des Armées ; directeur de recherches au Centre Roland Mousnier (CNRS ER) de la Sorbonne ; membre de la Commission d’histoire des anciens combattants (secrétariat d’État aux anciens combattants) ; membre du conseil scientifique du Musée des Troupes de marine à Fréjus.

## Publications

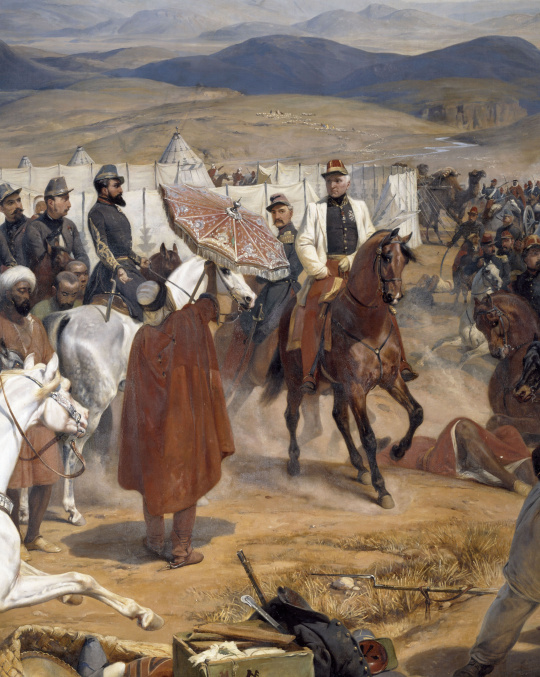
Bugeaud.

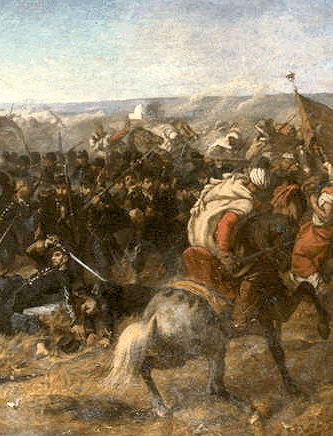
Bataille de Sidi-Brahim, 1845.

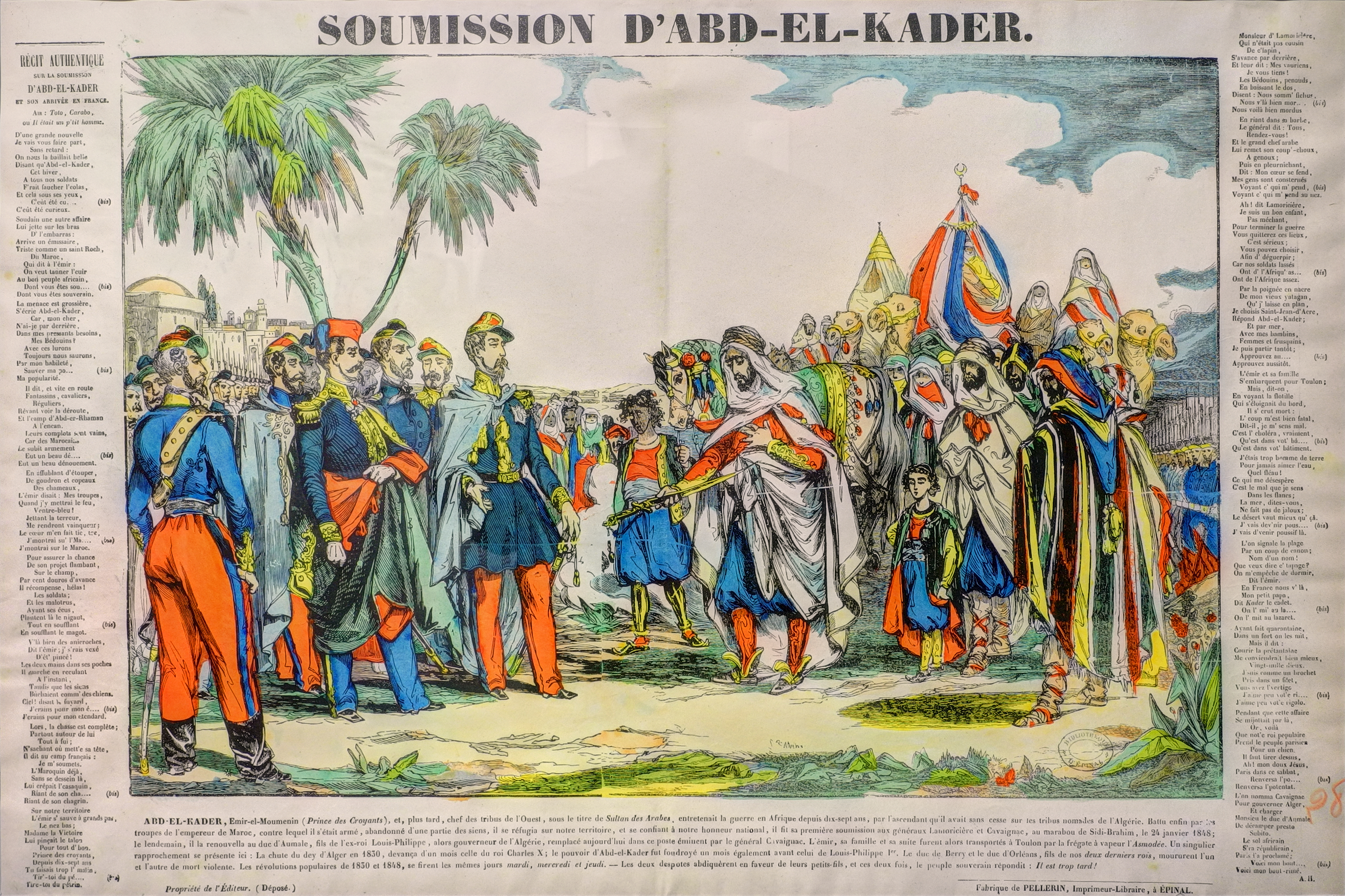
Reddition d'Abd el-Kader, 1847.

- La France et l’Islam depuis 1789, PUF, coll. Politique d’aujourd’hui, 1991.

- Prix Robert-Cornevin 1991 de l’Académie des sciences d’outre-mer.
- L’Afrique à l’ombre des épées (1830-1930), 3 vol., Service Historique de l’Armée de Terre.
- Des établissements côtiers aux confins sahariens, 1993, 2e vol. 1995, Officiers administrateurs et milices indigènes, 1995.
- Les Bureaux arabes dans l’Algérie de la conquête, 1993, Denoël, coll. l’aventure coloniale de la France.

- Prix maréchal-Louis-Hubert-Lyautey 1993 de l’Académie des sciences d’outre-mer.
- « La guerre d’Algérie » dans Histoire militaire de la France, t.4. De 1940 à nos jours, sous la direction d’André Martel, PUF, 1994, chap. VII, p. 321-348.
- Le Monde arabe et la sécurité de la France (1958-1991), PUF, coll. Politique d’aujourd’hui, 1995.
- Les Empires coloniaux dans le processus de mondialisation, Maisonneuve et Larose, 2002 ; réédition, CNRS, 2012, collection Biblis, : Les Empires coloniaux. Une histoire-Monde.
- La France et l’Algérie en guerre, 1830-1870, 1954-1962, Economica, 2002.
- Les Peuples en guerre (1911-1946), Ellipses, 2004.
- Intervention et Humanisme : le style des armées françaises en Afrique au XIXe siècle, Economica, 2005.
- Les Colonies dans la Grande Guerre : combats et épreuves des peuples d’outre-mer, Éditions 14-18, 2006, Prix du Livre d’Histoire. Verdun, Centre mondial de la Paix[12].
- De quoi fut fait l'empire. Les guerres coloniales au XIXe siècle, CNRS éditions, 2010, Prix du livre d'histoire de l'Europe, 2011 ; réédition, CNRS, 2014, collection Biblis.
- Le Sahara et la France, Soteca, 2010
- Les Sociétés coloniales à l'âge des empires, avec Dominique Barjot, Paris, Sedes / Cned, 2012.  (ISBN 978-2-30100-150-4)
- La Question d'Orient, Fayard, 2014.
- Sortir de la guerre, avec Michèle Battesti, PUPS, 2014.
- La Conquête de l'Algérie : la dernière campagne d'Abd el-Kader; CNRS éditions, 2016.
- Algérie 1830-1914. Naissance et destin d'une colonie, Desclée de Brouwer, 2019.
- Algérie 1914-1962. De la Grande guerre à l’indépendance, Éditions du Rocher, 2021.  (ISBN 978-2-268-10585-7)
- La guerre d'Algérie, Édition du Cerf, 2024.  (ISBN 978-2-20416166-4)

## Pour approfondir